# 샌드링엄 시간
샌드링엄 시간(Sandringham Time)은 에드워드 7세가 샌드링엄 왕실 사유지에서 시간 계측에 적용한 특이한 변경에 부여된 이름이다. 이 시간은 UTC+00:30에 해당하며 1901년에서 1936년 사이에 사용되었다.
소문과는 달리, 끊임없이 지각하는 알렉산드라 여왕을 돕기 위해 시작된 것이 아니라 겨울 사냥을 위해 더 많은 저녁 일광을 "만들기" 위한 일광 절약 시간제의 한 형태로 시작되었다.
왕은 영지의 모든 시계를 그리니치 표준시보다 30분 빠르게 설정하도록 명령했다. 나중에 윈저성과 밸모럴성에서도 이러한 관행이 관찰되었다. 샌드링엄 시간의 관습은 에드워드가 죽은 후에도 그의 아들 조지 5세가 통치할 때까지 계속되었다. 그러나 시차로 인한 혼란이 조지의 마지막 시간 동안 더욱 심해졌기 때문에 에드워드 8세는 그의 통치 기간 동안 이 전통을 폐지했다. 이후의 군주 중 누구도 전통을 복원하기로 결정하지 않았다.